# Lipold
Lipold je priimek več znanih Slovencev:

## Znani nosilci priimka
- Beba Lipold - Imi (*1931), alpinistka
- Franjo Lipold (1885—1970), odvetnik in politik
- Franjo Lipold (1858—?), odvetnik in politik
- Ivan Lipold (1842—1897), rimskokatoliški duhovnik in politik
- Janez Lipold (1811—1878), politik
- Jožef Lipold (1786—1855), duhovnik ter ljudski pesnik in pevec
- Marko Vincenc Lipold (1816—1883), rudarski geolog
- Matija Lipold (1842—1897), teolog in filozof